# Je t'aime
Je t'aime è il singolo di debutto della modella italiana Federica Felini.
È stato pubblicato dall'etichetta discografica Sony BMG il 19 maggio 2005, (dopo la partecipazione della modella al Festival di Sanremo a fianco di Paolo Bonolis ed Antonella Clerici), in diversi stati europei, riscuotendo successo in Belgio, Francia e Italia.
La canzone, interamente in francese, è stata prodotta da Flavio Ibba e utilizzata come colonna sonora dello spot televisivo della Citroën C1, in onda nell'estate di quell'anno, contribuendo al successo del singolo.

## Tracce
1. Je t'aime - 4:37
2. Je t'aime (Latin Rap Version) (con Karim Domo)
3. Je t'aime (Piano and Vocal Version)

## Classifiche
| Classifica (2005) | Posizione massima |
| ----------------- | ----------------- |
| Belgio (Vallonia) | 59                |
| Francia           | 35                |
| Italia            | 12                |